# Eurotium herbariorum
Eurotium herbariorum är en svampart som först beskrevs av Friedrich Heinrich Wiggers, och fick sitt nu gällande namn av Heinrich Friedrich Link 1809. Eurotium herbariorum ingår i släktet Eurotium och familjen Trichocomaceae.  Arten är reproducerande i Sverige. Inga underarter finns listade i Catalogue of Life.

## Bildgalleri

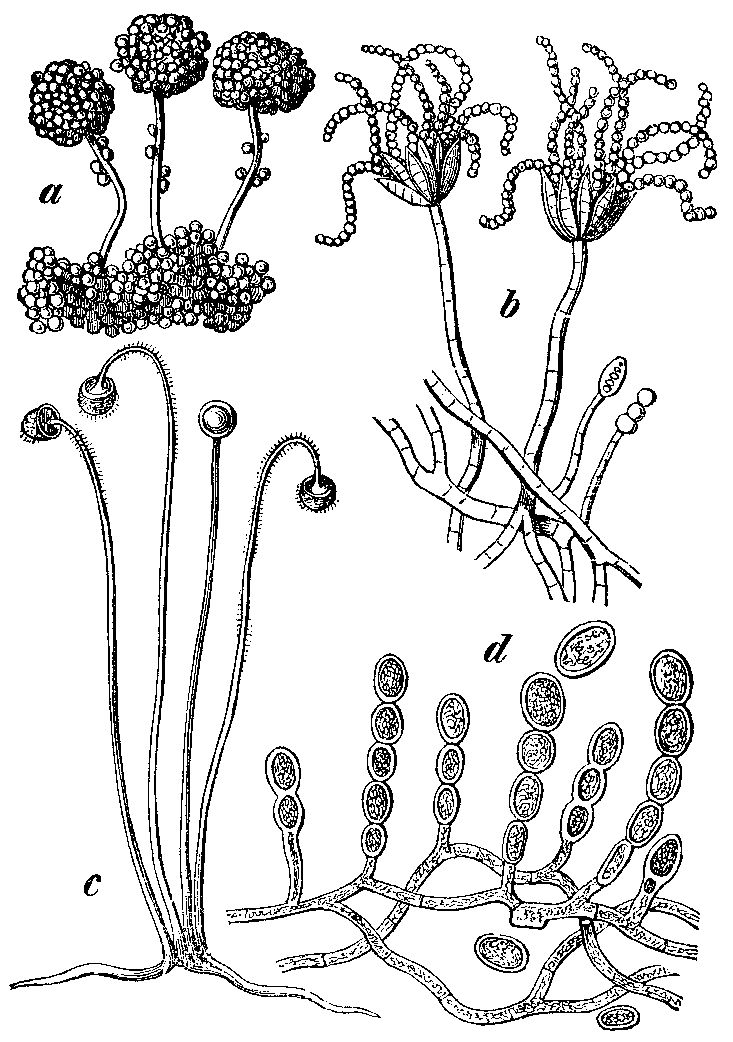